# Carlos A. Vidal
Carlos A. Vidal är en ort i Mexiko.   Den ligger i kommunen Ixtapa och delstaten Chiapas, i den sydöstra delen av landet, 700 km öster om huvudstaden Mexico City. Carlos A. Vidal ligger 1 495 meter över havet och antalet invånare är 453.
Terrängen runt Carlos A. Vidal är varierad. Runt Carlos A. Vidal är det ganska tätbefolkat, med 60 invånare per kvadratkilometer. Närmaste större samhälle är Chiapa de Corzo, 16,7 km väster om Carlos A. Vidal. I omgivningarna runt Carlos A. Vidal växer huvudsakligen savannskog.